# Terrae di Venere
Segue una lista delle terrae presenti sulla superficie di Venere. La nomenclatura di Venere è regolata dall'Unione Astronomica Internazionale; la lista contiene solo formazioni esogeologiche ufficialmente riconosciute da tale istituzione.
Le terrae di Venere portano i nomi di dee dell'amore in diverse culture del mondo.

## Prospetto
| Terra           | Eponimo                                                  | Latitudine | Longitudine | Diametro  |
| --------------- | -------------------------------------------------------- | ---------- | ----------- | --------- |
| Aphrodite Terra | Afrodite – La dea dell'amore nella mitologia greca.      | 5,8° S     | 104,8° E    | 10.000 km |
| Ishtar Terra    | Ishtar – La dea dell'amore nella mitologia mesopotamica. | 70,4° N    | 27,5° E     | 5.610 km  |
| Lada Terra      | Lada – La dea dell'amore nella mitologia slava.          | 62,5° S    | 20° E       | 8.615 km  |